# Useppo Toschi
Useppo Toschi (o Tosco, in latino Useppus de Tuschis, Useppus Tuscus, Useppus Tomasii de Tuscis) (XIII secolo – Bologna, XIII secolo) è stato un politico italiano.

## Biografia
Useppo (anche Oseppo o Giuseppe) Tosco (anche Toschi o Toscano) fu un politico bolognese d'origine toscana vissuto nel XIII secolo. A capo della fazione popolare, guidò la rivoluzione popolare che si svolse a Bologna nel 1228. Con la rivolta popolare venne ottenuto il riconoscimento delle compagnie d'armi popolari e nel 1228 il diritto alla partecipazione ai consigli del comune dei rappresentanti delle arti. 
Fu il padre del giureconsulto Viviano Tosco.